# 舊猶太會堂

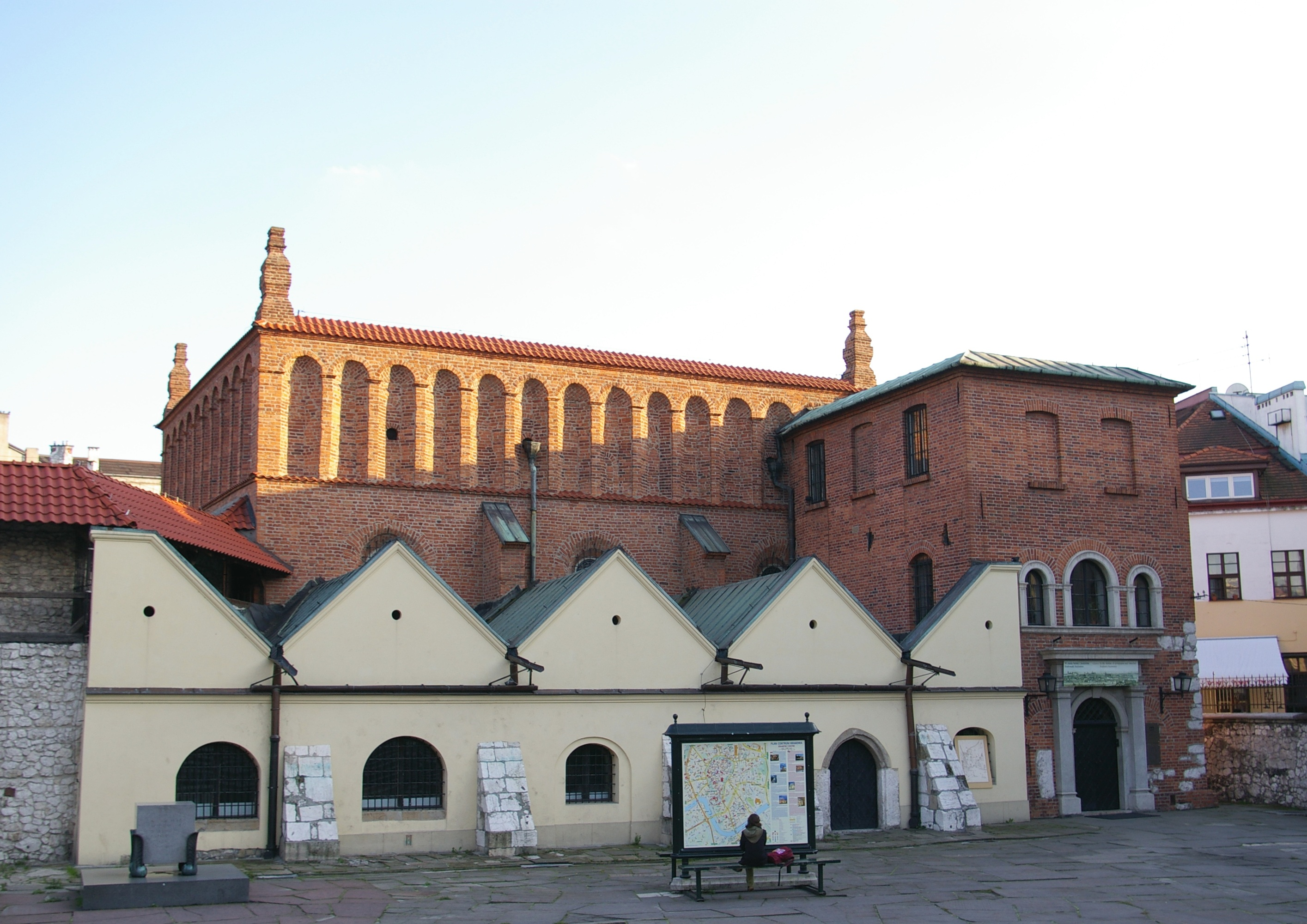
舊猶太會堂

舊猶太會堂是位於波蘭克拉科夫卡齊米日地區的一座猶太教正統派的猶太會堂。這座猶太會堂是波蘭歷史最古老的現存猶太會堂，也是歐洲最著名的猶太建築地標之一。現在這座猶太會堂也作為博物館使用。

## 外部連結
- JewishKrakow.net （页面存档备份，存于） A guide to Kazimierz, Kraków's Jewish Quarter.
- Old Synagogue （页面存档备份，存于）
- Holocaust Interview （页面存档备份，存于）

50°03′05″N 19°56′55″E / 50.05139°N 19.948721°E